# Australonuphis parateres
Australonuphis parateres är en ringmaskart som beskrevs av Paxton 1979. Australonuphis parateres ingår i släktet Australonuphis och familjen Onuphidae. Inga underarter finns listade i Catalogue of Life.